# Bermuda-trekanten
Bermuda-trekanten er et løst defineret geografisk område, der ligger mellem Bermuda, Florida og Puerto Rico. Bermuda-trekanten er berømt og berygtet for en række myter og konspirationsteorier, der grundlæggende handler om, at mange skibe og fly forsvinder sporløst i området. Disse påstande er imidlertid blevet tilbagevist af flere eksperter og myndigheder, som alle afviser, at der sker noget udsædvanligt eller mystisk i området. Selvom der har været ulykker og forsvindinger i det meget store geografiske område, optræder Bermuda-trekanten ikke på Southampton Solent Universitys top-10 liste over farlige områder for sejlads. Det er desuden en skrøne, at forsikringsselskaber kræver en højere præmie for forsikring af skibe, der sejler i Bermuda-trekanten. Myten om Bermuda-trekanten har bl.a. ophav i forfatteren Charles Berlitz' bog "The Bermuda Triangle" (oversat til dansk med titlen "Bermuda Trekanten - vinduet til universet?"), der er beskrevet som sensationsjournalistik fyldt med faktuelle fejl og udokumenterbare påstande. Ikke desto mindre var bogen med til at udbrede myten om Bermuda-trekanten, der i dag er almindeligt kendt i populærkultur, hvor den ofte bliver kædet sammen med UFO-observationer og rumvæsener.